# غيلبرت بيتش
غيلبرت بيتش (بالإنجليزية: Gilbert Beech)‏ (9 يناير 1922 في المملكة المتحدة - 2009) هو لاعب كرة قدم بريطاني (وحمل سابقاً جنسية المملكة المتحدة لبريطانيا العظمى وأيرلندا) في مركز الدفاع. لعب مع سوانزي سيتي ونادي ميرثير تيدفيل ‏.